# The Polecats
The Polecats — музыкальная группа, основанная в 1977 году в Лондоне, Великобритания, играющая в жанрах нео-рокабилли, сайкобилли.

## История
Группа The Polecats была основана в 1977 в Северном Лондоне. Изначально коллектив назывался «Cult Heroes», но ребята быстро сменили имя группы на более «рокабильное». В составе на тот момент были: Tim Warman, известный как Tim Polecat (вокал, гитара), Martin «Boz» Boorer, (вокал, гитара), Phil Bloomberg, (контрабас), и Chris Hawkes (ударные). Позднее барабанщика заменил Neil Rooney, вместо которого в свою очередь впоследствии занял талантливый ударник John Buck, который играет в группе и по сей день.
The Polecats, наряду с Stray Cats, Blue Cats, The Restless, внесли большой вклад в возрождение интереса к рокабилли в начале 80-х.

## Музыкальная карьера
Самый известный альбом — The Polecats Are Go ! — был записан в 1980 г. На студии Mercury Records. Песни из этого альбома, в частности кавер-версии на песню Дэвида Боуи «John, I’m Only Dancing», «Jeepster» Марка Болана (T-Rex), и обновленная версия их собственной знаменитой «Rockabilly Guy», долгое время лидировали в британских чартах. В 1983 г. они покорили и американские чарты с синглом «Make a Circuit With Me».
2 песни Polecats звучат в саундтреке к фильму 1986 года “Joey”.

## Наши дни
Боз Борер покинул группу для работы с Morissey в качестве музыкального директора, соавтора песен и гитариста, но до сих пор периодически играет с Polecats. В остальное время с группой играет гитарист Энди Нил (Andy Neal). Энди также работает с британским соул-исполнителем Джеймсом Хантером (James Hunter), Паломой Фейт (Paloma Faith), и группой Shout Sister Shout.
Тим Полкэт перебрался в Лос-Анджелес, где основал группу «13 Cats» вместе c бывшим барабанщиком Stray Cats Слим Джимом (Slim Jim), басистом «The Rockats» Смитти Смитом (Smutty Smith) и гитаристом Дэнни Би Харви (Danny B. Harvey) из «The Swing Cats». Также Тим продолжает сочинять музыку для фильмов и пишет песни.
Несмотря на занятость в других проектах, участники группы стараются как можно чаще собираться вместе и давать концерты как в родной Англии, так и по всей Европе, в Японии, а в октябре 2011 года выступили и в Москве.

## Участники группы

### Текущий состав
- Tim 'Polecat' Worman — вокал, гитара (с 1977 г.)
- Phil 'Polecat' Bloomberg — вокал, контрабас (с 1977 г.)
- Martin "Boz" Boorer (с 1977 г.) / Andy Neal — вокал, гитара
- John 'Polecat' Buck — ударные (с 1982 г.)

### Бывшие участники
- Chris Hawkes
- Neil Rooney

## Дискография

### Студийные альбомы
- Polecats Are Go! (1981) — Mercury
- Live In Hamburg 1981 — Maybe Crazy
- Cult Heroes (1984) — Nervous Records
- Live & Rockin' (1989) — Link
- The Polecats Won’t Die (1989) — Vinyl Japan
- Virtual Rockabilly: Tim Polecat (1994) — Nervous Records
- The Polecats Won’t Die (1996) — Jappin' & Rockin'
- Nine (1997) — Jappin' & Rockin'
- Pink Noise (1999) — Rock-It
- The Best of The Polecats (2000) — Cleopatra Records
- Rockabilly Guys: The Best of The Polecats (2001) — Raucous Records
- Between The Polecats: Boz Boorer (2001) — Raucous Records UK
- Polecats Are Go! (2004 Reissue with Bonus Tracks) — Anagram Records
- The Best Of The Polecats (with Bonus Track Desire) (2005) — Cleopatra Records
- Not Nervous! Rare 1980 Demos Remastered (2006) — NV Records
- Rockabilly Cats (2008) — Cleopatra Records

### Синглы (EP)
- «Rockabilly Guy» — Nervous Records
- «John I’m Only Dancing» / «Big Green Car» — Mercury — #35 UK
- «Rockabilly Guy» — Mercury — #35 UK
- «Jeepster» / «Marie Celeste» — Mercury — #53 UK
- «Make A Circuit With Me» — Mercury
- «Live In Hamburg» — NV Records

### Сборники
- The Trip: Curated by Jarvis Cocker and Steve Mackey (2006)